# Stołbiec
Stołbiec (ukr. Стовпець, Stowpeć; dawniej także znana jako Stołpiec) – wieś na Ukrainie, w obwodzie rówieńskim, w rejonie dubieńskim, w hromadzie Werba. W 2001 liczyła 894 mieszkańców, spośród których 889 wskazało jako ojczysty język ukraiński, 5 rosyjski, 7 węgierski, a 1 białoruski.
W okresie międzywojennym wieś znajdowała się w granicach II RP, wchodząc w skład gminy Werba w powiecie dubieńskim, w województwie wołyńskim. Wg Obwieszczenia Ministra Spraw Wewnętrznych z dnia 13 maja 1930 r. nazwę miejscowości Stołbiec zmieniono na Poniatówka.